# Middelburg, Oos-Kaap
Middelburg, Oos-Kaap este un oraș din Provincia Eastern Cape, Africa de Sud.